# ناثان ويت
ناثان ويت (بالإنجليزية: Nathan Witt)‏ هو محامي أمريكي، ولد في 11 فبراير 1903 في نيويورك في الولايات المتحدة، وتوفي في 16 فبراير 1982 في مانهاتن في الولايات المتحدة.